# Nils Hydén

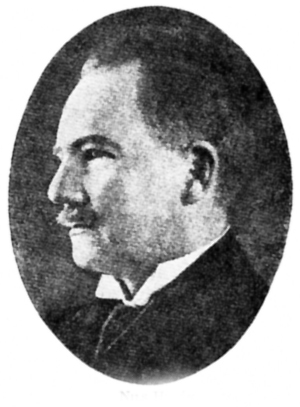
Nils Hydén

Nils Hydén, född 16 juli 1870 i Motala, död 25 november 1943 i Sollentuna församling, var en svensk författare. Pseudonymer: Einar Lind, Erik Drake, Nicolai Heiden och Ralf Heinitz.

## Biografi
Hydéns föräldrar var grosshandlaren Albert och Anna Hydén. Han tog studentexamen i Linköping 1888 och studerade därefter vid Uppsala universitet, där han 1893 tog mediko-filosofisk examen. Han avslutade emellertid medicinstudierna gick över till journalistyrket, med anställningar först vid (Motala-Posten) och senare vid (Malmö-Tidningen). År 1900 flyttade han till Stockholm där han arbetade vid (Stockholms Dagblad). Hydén genomgick en religiös omvändelse och var 1915–1923 resesekreterare i Evangeliska fosterlandsstiftelsen. Han anslöt sig 1929 till pingströrelsen. Han gifte sig 1921 med Laura Johanna (Jane) Dammberg (1876–1956).

## Författarskap
Debutverket var Gula brigadens hjältar. Roman från Sveriges storhetstid en skildring i tidens nationella historieromantiska anda, rikt illustrerad och på över tusen sidor. Hans äventyrsromaner är berättartekniskt inspirerade av Alexandre Dumas och Walter Scott. De utspelar sig ofta under den svenska stormaktstiden, men skildrar även sådana motiv som napoleontiden, finska kriget 1808–1809, tsartiden i Ryssland och svenska emigrantöden i Nordamerika.
Efter omvändelsen skrev han fortfarande äventyrsberättelser, men nu ofta med religionshistoriska motiv och mestadels för ungdom. Postumt utgavs Den som vill älska livet med bland annat Hydéns minnen från journaliståren i Malmö.

## Bibliografi

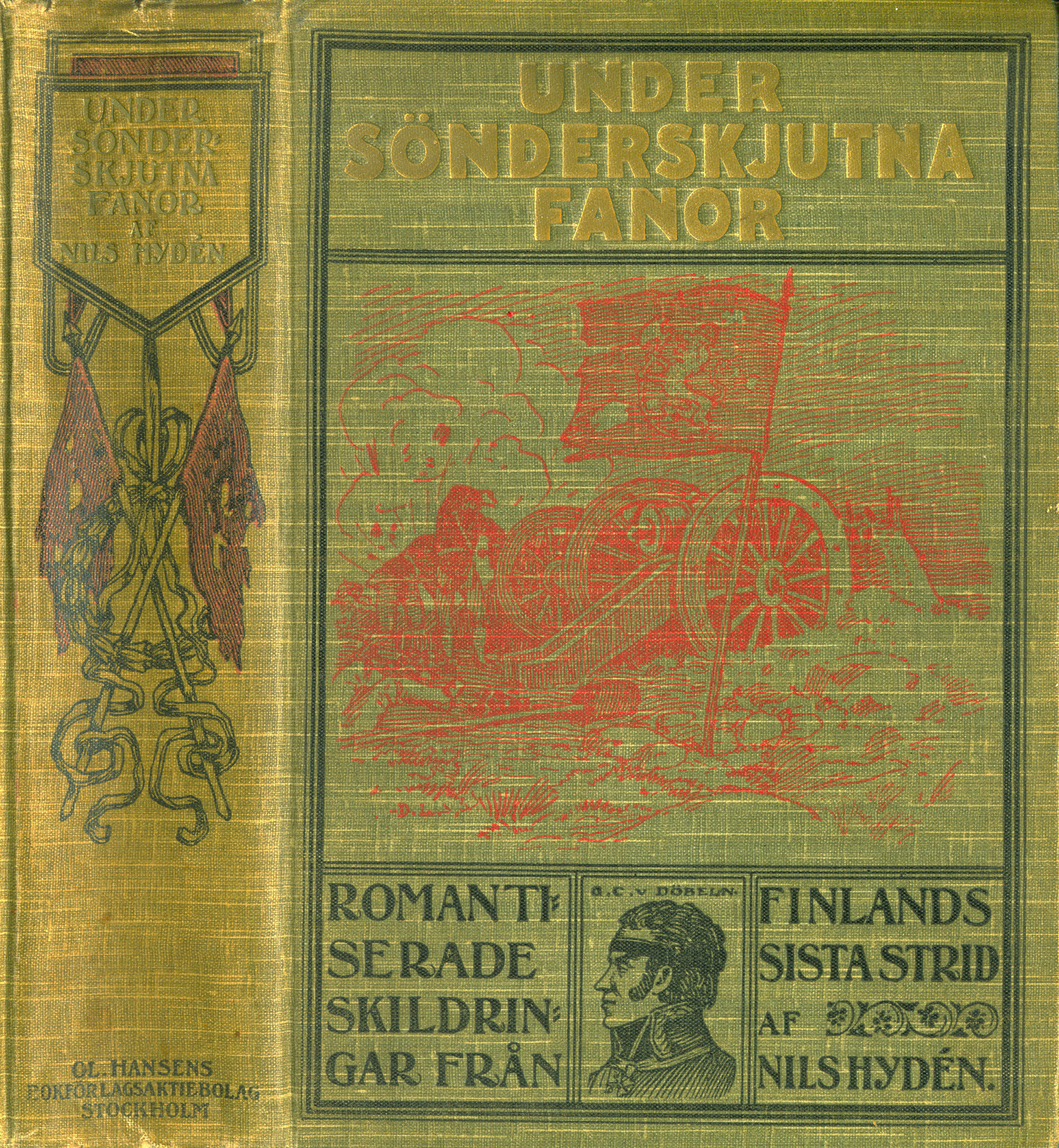
Omslag till Under sönderskjutna fanor av Einar Torsslow (1908).